# Biuro Wystaw Artystycznych w Tarnowie
Biuro Wystaw Artystycznych w Tarnowie – miejska instytucja kultury działająca, w obecnym kształcie, od 1996 roku w Tarnowie.

## Historia
Od 1975 roku istniało w mieście państwowe Biuro Wystaw Artystycznych. Po komunalizacji galeria przeniosła się do siedziby w kamienicy Rynek 4 w Pasażu Tertila, gdzie mieściły się dwie przestrzenie ekspozycyjne: Galeria Pasaż i Galeria Mała. Od 3 grudnia 2010 roku do 30 kwietnia 2013 galeria i biuro znajdowały się w budynku głównego dworca PKP w Tarnowie. 

### Profil i wystawy
Siedziba galerii mieści się w pałacyku w Parku Strzeleckim. Galeria zajmuje się prezentacją sztuki współczesnej; klasyki polskiej sztuki współczesnej, najciekawszych zjawisk sztuki polskiej ostatnich lat oraz tarnowskiego środowiska artystów. Każdego roku galeria jest organizatorem wielu wystaw i zdarzeń artystycznych realizowanych we własnej siedzibie oraz w innych miejscach w Polsce i za granicą.
Od 2004 roku każdej jesieni galeria organizuje interdyscyplinarny „Festiwal Sztuki ArtFest" – platformę spotkań artystów różnych dziedzin, której efektem są wystawy, koncerty, spektakle teatralne, projekcje, spotkania, publikacje. 